# سررسید
سررسید (انگلیسی: Expiration) یا تاریخ انقضاء، به زمانی اطلاق می‌شود که در آن زمان، قرارداد اختیار معامله منقضی شده و به پایان می‌رسد. برخلاف اسناد تجاری که پس از حصول گاه‌شماری سررسید قابل مطالبه‌اند، قرارداد اختیار معامله تا سررسید معتبر و قابل اعمال بوده و با انقضای مدت، از اعتبار ساقط می‌شود و دیگر فروشنده اختیار تعهد ندارد، که نسبت به موضوع قرارداد اقدامی انجام دهد.
حجم قرارداد؛ به مقدارهایی اطلاق می‌شود که اختیار خرید یا فروش آن با قیمت توافقی تا سررسید مقرر به خریدار اختیار اعطا شده‌است. در هنگام انعقاد قرارداد، وجه تضمین اولیه اختیار معامله باید به‌طور دقیق مشخص شود که در سررسید چه نوع دارایی و به چه حجمی مورد معامله واقع می‌شود. شایان ذکر است که قیمت توافقی، سررسید و حجم آن دسته از قراردادهای اختیار معامله که در بورس معامله می‌شود، به صورت استاندارد و از راه بازار بورس تعیین می‌شود، در صورتی که این موردها در بازارهای خارج از بورس، با توافق طرفین و پس از مذاکره، تعیین می‌شود.